# Universidade dos Andes

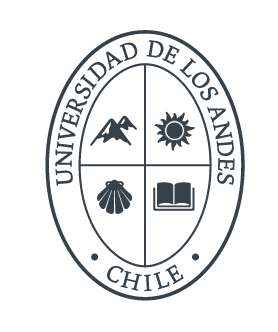
Escudo da Universidade dos Andes

A Universidade dos Andes (Uandes) é uma universidade privada e autônoma. Sua sede central encontra-se em Las Condes, Santiago do Chile.
Conta com sua escola de negócios -  ESE, e futuramente com uma Clínica universitária. Tem-se colocado nos primeiros lugares do "Exame Médico Nacional". A formação espiritual e doutrinal da Universidade está entregue à Prelazia da Opus Dei.